# Позитивна психологија
Позитивна психологија као релативно млада грана психологије настала је као резултат отпора на претерану усмерености психологије патолошким стањима, као што су менталне болести, њихово истраживање и тражење начина излечења. Усмереност традиционалне психологије на менталне болести условила је да се нагласак стављао на проблеме, слабости и тешкоће појединца, при чему су психолози занемарили оптимизам, наду и задовољство као важне чиниоце за нормално функционисање појединца.
Негативно у нашој психи била је основа за развијање позитивног − позитивне психологије, која не тражи од особе да пориче своја искуства, већ супротно, она је позива да та искуства прихвати. Штагод да нека особа осећа, како год да размишља и ма колико год јој се чинило тешко, то може бити почетак њеног путовања које ће она завршити као снажнија и испуњенија особа. Зато је задатак позитивне психологије да сваком појединцу обезбеди одређен ниво теоретског знање и практичне алате који ће му омогућити и олакшати да крене ка путу среће, наде и испуњености бројним аспектима личне и колективне добробити.

## Историја
Позитивна психологија, као посебна област у психологији почела је да се развија 1998. године кад је Мартин Селигман постао председник Америчког психолошког друштва. Након тога, 2000. године Селигман и његови сарадници покрећу посебну област у часопису Америчка психологија, о позитивној психологији. У уводном тексту они наглашавају како смо научили много о депресији, расизму, насиљу, ирационалности и одрастању у тешким условима, али да истовремено знамо врло мало о снагама карактера, врлинама и условима који доводе до среће и грађанског ангажмана.
Од тада, позитивна психологија добија све већи значај. Из ове области објављене су многе књиге и приручници,а одржаване сеу и бројне конференција на којима су истраживачи из овог подручја говорили о темама везаним уз позитивну психологију. 
Додатни утицај на развој ове гране психологије остварен је 2006. године када је објављен и први број часописа Позитивна психологија.

## Основна начела
Темељни принципи позитивне психологије заснивају се на веровању да људи желе много више него да престану да пате и у том смислу они желе:
- да воде живот који их испуњава бројним садржајима, за којеje вредно живети.
- да развијају оно најбоље у себи,
- да интензивирају доживљаје љубави, рада и игре.

Таквим особама позитивна психологија отворила је нови пут — кроз три циља сoпственог деловања.
Селигман, мислећи на позитивну психологију, у својим ставовима наводи...да би се позитивна психологија требало у једнакој мери бавити људским снагама као и слабостима, да би требало да буде усмерена на развој тих снага у истој мери у којој је усмерена на поправљање штете...и да би посзитивна психологија требало да буде оријентисана на оно што људски живот чини испуњенијим као и да се бави генијима те начинима за васпитавање људи који су изразито талентовани у неком подручју.
Управо због тога, позитивна психологија се у својим истраживањима и у своме деловању непрестано усмерава на субјективна искустава: 
- осећаје благостања и задовољства из прошлости,
- осећаја занесености и среће у садашњости, до
- наде и оптимизма за будућност.

Позитивна психологија наглашава позитивне индивидуалне особине појединца и даје му смернице како да их максимално развије и искористи, како би његов живот као и живот његове заједнице био позитивнији и испуњенији.
Важно је нагласити и да позитивна психологија није сама себи циљ и да она не искључује друге области психологије. Такође несме се сматрати да су други делови психологије негативни, и да их треба занемарити. Позитивна психологија ни у једном случају не негира постојање непријатних, негативних аспеката живота нити сматра да све треба гледати кроз „ружичасте наочаре”. Њен циљ је да истражи другу страну наше душе:
- да истражи начине како људи доживљавају задовољство,
- како показују разумевање према другима,
- како изграђују здраве породице и околину,
- да обухватили цео спектар људских искустава.

Зато позитивну психологију треба схватити као дисциплину која само покушава да успоставити равнотежу оних позитивних и негативних аспеката људског функционисања који се неретко међусобно преплићу.

## Области истраживања
Према Селигману и Питерсону, позитивна психологија се бави трима питањима:
- Позитивним емоцијама,  које се односе на задовољство прошлошћу, срећу у садашњости и наду у будућност

- Позитивним особинама, као индивидуалним особинама које се фокусирају на снагу и врлине

- Позитивним институцијама, које се надовезују на снагу како би побољшале заједницу људи  .

Према Питерсону, позитивни психолози су заинтересовани за четири теме:
(1) позитивна искуства, 
(2) трајне психолошке особине, 
(3) позитивне односе
(4) позитивне институције. 
Према Питерсону, теме које занимају истраживаче у овој области су: стања задовољства или тока, вредности, снаге, врлине, таленти, као и начини на које их друштвени системи и институције могу промовисати  .